# Parahypopta radoti
Parahypopta radoti is een vlinder uit de familie houtboorders (Cossidae). De wetenschappelijke naam is voor het eerst geldig gepubliceerd in 1911 door Homberg.
De soort komt voor in Europa.